# Ligurra
Ligurra is een geslacht van spinnen uit de familie springspinnen (Salticidae).

## Soorten
De volgende soorten zijn bij het geslacht ingedeeld:
- Ligurra aheneola (Simon, 1885)
- Ligurra latidens (Doleschall, 1859)
- Ligurra moniensis Prószyński & Deeleman-Reinhold, 2010
- Ligurra opelli Berry, Beatty & Prószyński, 1997